# Kirchenburg Freck
Die Kirchenburg Freck ist eine ehemalige Wehrkirche im Osten der Hauptstraße in Avrig (Freck) im rumänischen Harbachtal, schräg gegenüber der Brukenthal’schen Sommerresidenz.

## Geschichte
Im 14. Jahrhundert wurden die Grafen von Freck erwähnt. Die Kirchenburg wurde im 13. Jahrhundert erbaut.

## Kirchenbau
Die dreischiffige Kirche mit Westturm stammt aus dem 13. Jahrhundert.  Der Turm hat im Erdgeschoss ein Kreuzgewölbe, darüber einen flach gedeckten Raum und im dritten Stock wieder ein Kreuzgewölbe sowie Schießscharten. Das romanische Westportal hat zwei Rücksprünge, in denen Säulen mit bauzeitlicher Blattornamentik stehen. Bögen mit rundem Profil über der Archivolte entsprechen den Säulen. Später wurden zur Befestigung der Wehrkirche die Seitenschiffe und die Apsis abgetragen und der Turm um zwei Stockwerke erhöht. Das heutige Tonnengewölbe mit Stichkappen, das auf Pilastern mit profilierten Kapitellen ruht, stammt von 1765.

## Bering
Der unregelmäßige ovale Bering aus Steinmauerwerk ist in geringer Höhe erhalten. Zur Straße im Westen sind Fundamente eines Torturms feststellbar.